# Colibri à queue large
Selasphorus platycercus
Espèce
Répartition géographique
- Zone de nidification
- Présence annuelle

Statut de conservation UICN

 LC  : Préoccupation mineure
Statut CITES
Le Colibri à queue large (Selasphorus platycercus) est une espèce d'oiseau-mouche. C'est une espèce nectarivore.

## Reproduction

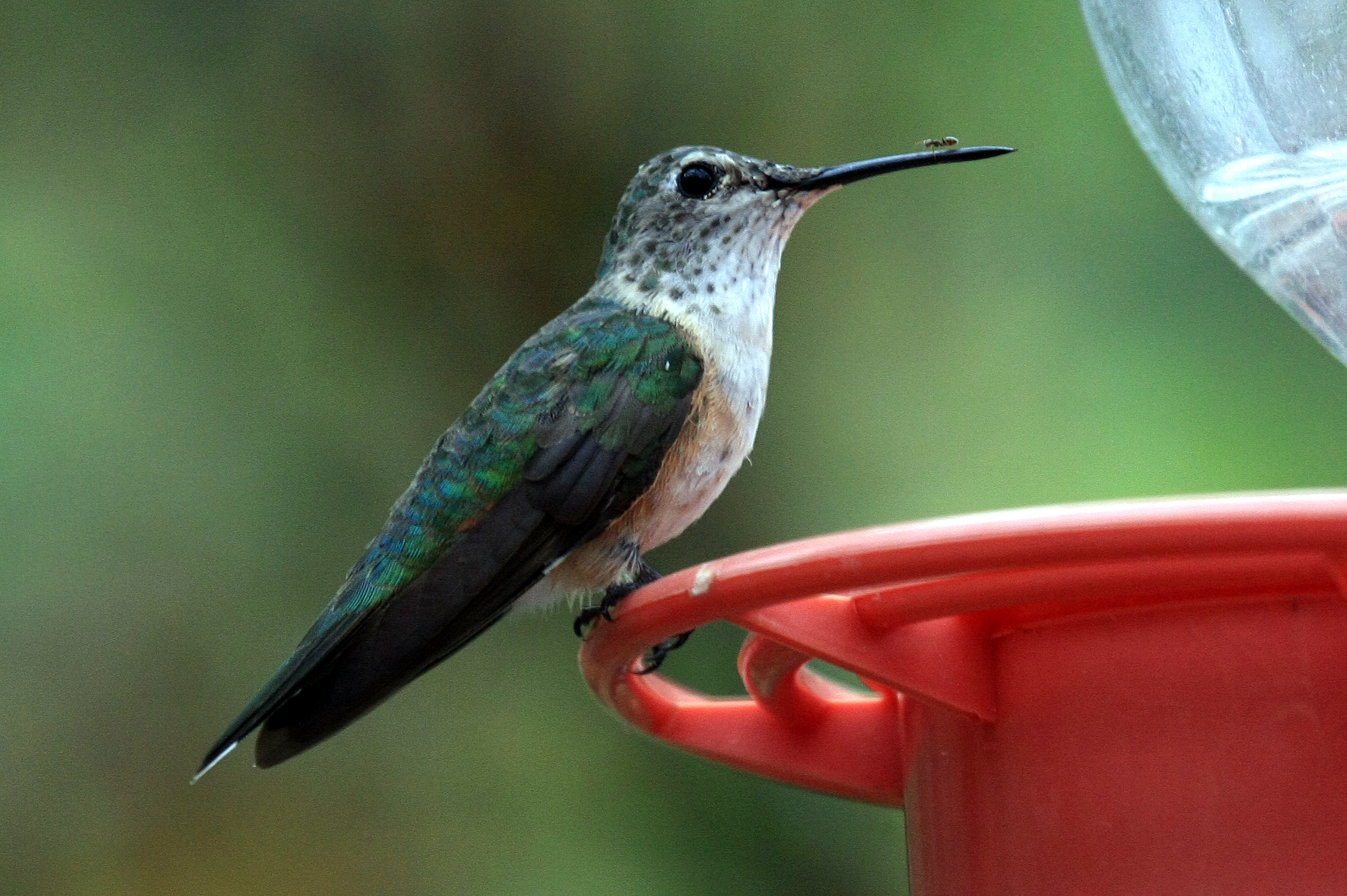
Une femelle à une mangeoire à nectar.

Cet oiseau a recours aux aires de parade pour se reproduire.
Bien que rarement, il s'hybride avec le Colibri de Costa.